# Хиираги, Руми
Руми Хиираги (яп. 柊 瑠美 Хиираги Руми, род. 1 августа 1987 года, Токио) — японская актриса. Начала свою карьеру в возрасте шести лет, появляясь в многочисленных рекламных роликах. В 1999 году она сыграла главную роль в асадоре NHK Suzuran. В 2001 году она работала вместе с Хаяо Миядзаки над полнометражным аниме-фильмом «Унесённые призраками», в котором озвучивала главную героиню — Тихиро. В 2002 году получила премию Tokyo Anime Awards в номинации «Лучший актёр озвучивания».

## Роли

### Озвучивание в аниме
- Рыбка Поньо на утёсе (2008) (женщина)
- Унесённые призраками (2001) (Тихиро)

### Реклама с её участием
- Aflac (1994)
- SKY PerfecTV! Anime (1999)
- Lawson's Natsu Matsuri ad (2003)
- Toyota's Will Cypha car ad (2003)
- Victor's BabyMovie ad (2003)
- Meiji Seika's Almond ad (2004)
- Hakusensha ad for LaLa magazine ad (2006)

### Игры
- Tengai Makyō III: Namida (Мия)